# Clessy
Clessy är en kommun i departementet Saône-et-Loire i regionen Bourgogne-Franche-Comté i östra Frankrike. Kommunen ligger i kantonen Gueugnon som tillhör arrondissementet Charolles. År 2022 hade Clessy 276 invånare.

## Befolkningsutveckling
Antalet invånare i kommunen Clessy
| Referens: INSEE |